# Funny Little Fears
Funny Little Fears (estilizado como FUNNY little FEARS) es el primer álbum de estudio del cantante y compositor italiano Damiano David, lanzado a través de Sony Music Italia y Arista Records el 16 de mayo de 2025. Es su primer trabajo en solitario, a parte de su carrera como vocalista principal de la banda de rock Måneskin. El álbum fue precedido por el lanzamiento de tres sencillos: «Silverlines», «Born with a Broken Heart» y «Next Summer», entre septiembre de 2024 y febrero de 2025, mientras que «Zombie Lady» se publicó el mismo día que el álbum y «The First Time» le siguió en junio de 2025. Los cantantes Suki Waterhouse y D4vd aparecen como artistas invitados. Para promocionar Funny Little Fears, David anunció que haría una gira de conciertos durante 2025 en solitario.

## Antecedentes y composición
En 2024, Damiano David declaró que había escrito más de setenta canciones en Hollywood, Los Ángeles, luego del final de una relación romántica en 2023. El álbum consta de catorce temas escritos y compuestos por el propio David con numerosos compositores, incluidos Ferras, Labrinth y Noah Cyrus. En una entrevista con Rockol, el artista comentó sobre la producción y composición del álbum diciendo que:
Los miedos siempre han sido un gran obstáculo en mi vida, algo de lo que me he avergonzado tanto que me he aislado. Este álbum me dio la oportunidad de convertir estos miedos en algo hermoso, una oportunidad adicional para hacer música y conectar con la gente. [...] Aquí la necesidad surgió de una fuerte sensación de sentirme equivocado, de no poder leerme y corregirme. La música se trata de plasmar pensamientos en un papel, luego, cuando los releo, es como si fuera una tercera persona y tuviera una visión más clara de todo. El álbum fue una forma de comprender la razón y los miedos cuando me puse en mi cerebro. Fue terapéutico. [...] Toda la producción proviene de colaboraciones. Es parte del arte reconocer cuándo una pieza te habla, cuándo tienes la sensación de que alguien está contando tu historia. Para mí, la música es un juego y colaborar con otros es un valor añadido.

## Lanzamiento y promoción
«Silverlines» se lanzó el 27 de septiembre de 2024 como el sencillo principal del álbum y debut en solitario de David. Producida por Labrinth, fue lanzada junto con un video musical dirigido por Nono + Rodrigo. El segundo sencillo del álbum, «Born with a Broken Heart», se estrenó el 25 de octubre de 2024 con un video dirigido por Aerin Moreno. «Next Summer», el tercer sencillo, fue lanzado el 28 de febrero de 2025; el video musical que lo acompaña muestra a David interpretando a un recluso en una prisión italiana.
David anunció Funny Little Fears en las redes sociales el 11 de marzo de 2025. También compartió la portada y la lista de canciones. El álbum fue publicado el 16 de mayo de 2025 por Sony Music Italia y Arista Records. Se publicó en formato digital, así como en CD y LP de vinilo. Para promocionar Funny Little Fears, David anunció su primera gira de conciertos en solitario. Compuesta por 34 fechas, la gira pasará durante todo el 2025 por Asia, Australia, Europa, América del Norte y América del Sur. Está previsto que comience en Varsovia, Polonia, el 11 de septiembre de 2025, y concluya en Silver Spring, Maryland, Estados Unidos, el 16 de diciembre de 2025.

## Recepción
El álbum recibió críticas generalmente positivas de los críticos musicales internacionales, que elogiaron su producción y composición de letras.
Kerrang! comentó: «No hay nada malo con eso y nada malo en FUNNY little FEARS, pero su éxito dependerá de si los fans existentes son tan libres de pensamiento como claramente lo es este talentoso artista», calificando el álbum con tres de cinco puntos. En una reseña positiva, Ed Power, de The Irish Times, afirmó que, si bien «el mundo no pedía a gritos un proyecto en solitario», el álbum es «una colección maravillosamente recargada, llena de eurobeats vibrantes», en la que «David no está convirtiéndose en un Måneskin 2.0. En cambio, está empeñado en llevar al oyente al paraíso del pop». Los críticos musicales italianos dieron opiniones dispares sobre el álbum: algunos apoyaron la dirección de David hacia el pop,  mientras que otros criticaron la producción y la composición; algunos lo consideraron un «Harry Styles italiano».

## Lista de canciones
| Canciones de Funny Little Fears |                                        |                                                               |                                                |          |  |
| N.º                             | Título                                 | Escritor(es)                                                  | Productor(es)                                  | Duración |  |
| 1.                              | «Voices»                               | Damiano David Cleo Tighe Castle Sammy Witte John Hill         | Hill Witte                                     | 3:33     |  |
| 2.                              | «Next Summer»                          | David Sarah Hudson Mark Schick Jason Evigan                   | J. Evigan Schick                               | 2:45     |  |
| 3.                              | «Zombie Lady»                          | David Hudson Schick J. Evigan Tighe                           | J. Evigan Schick                               | 3:09     |  |
| 4.                              | «The Bruise» (junto a Suki Waterhouse) | J. Evigan Victoria Evigan Noah Cyrus Hudson                   | J. Evigan Schick                               | 3:35     |  |
| 5.                              | «Sick of Myself»                       | David Jackson Rau                                             | Rau Schick                                     | 3:37     |  |
| 6.                              | «Angel»                                | Riley McDonough Connor McDonough Ryan Daly Ryan Wheeler David | Daly C. McDonough Daly R. McDonough            | 2:42     |  |
| 7.                              | «Tango»                                | David Hudson Schick J. Evigan                                 | J. Evigan Schick                               | 3:12     |  |
| 8.                              | «Born with a Broken Heart»             | David Hudson Schick J. Evigan                                 | J. Evigan Schick                               | 3:28     |  |
| 9.                              | «Tangerine» (junto a d4vd)             | David Amy Allen John Ryan Witte Hill                          | Hill Witte                                     | 3:22     |  |
| 10.                             | «Mars»                                 | David Schick J. Evigan Pablo Bowman                           | J. Evigan Schick                               | 5:01     |  |
| 11.                             | «The First Time»                       | David Hudson Schick J. Evigan Rau C. McDonough R. McDonough   | C. McDonough R. McDonough J. Evigan Schick Rau | 3:39     |  |
| 12.                             | «Perfect Life»                         | David Rau                                                     | Rau Schick                                     | 3:31     |  |
| 13.                             | «Silverlines»                          | David Ferras Alqaisi Labrinth Hudson                          | Labrinth                                       | 3:17     |  |
| 14.                             | «Solitude (No One Understands Me)»     | David Hudson Schick J. Evigan Rau C. McDonough R. McDonough   | J. Evigan Schick Rau C. McDonough R. McDonough | 4:04     |  |

| Lista de canciones de la edición japonesa del CD de Funny Little Fears |                             |               |          |  |
| N.º                                                                    | Título                      | Productore(s) | Duración |  |
| 15.                                                                    | «Voices» (live in New York) |               |          |  |